# Drumkeeran
Drumkeeran est un village et un townland du comté de Leitrim en Irlande.

## Géographie
Il est situé dans les collines de Drumlin, au pied du mont Corry, juste au nord du Lough Allen.

## Personnalité
- Michael Barrett (1841-1868), patriote, y est né.